# Immunoglobuline G
Pour les articles homonymes, voir IGG.
 (mai 2022).
Le contenu est difficilement compréhensible vu les erreurs de traduction, qui sont peut-être dues à l'utilisation d'un logiciel de traduction automatique.

Schéma d'une immunoglobuline

Les immunoglobulines de type G (IgG) constituent une classe de molécules anticorps. C'est la principale des cinq classes d'immunoglobulines IgM, IgD, IgG, IgA et IgE présentes chez l'être humain. Les anticorps sont un composant majeur du système immunitaire adaptatif.
Chaque IgG est composée de quatre chaînes de peptides – deux chaînes lourdes γ et deux chaînes légères soit κ (kappa), soit λ (lambda) communes à toutes les classes d'immunoglobulines. Chaque IgG possède deux sites de liaison à l'antigène. D'autres immunoglobulines peuvent être décrites en termes de polymères dont la structure monomérique serait celle d'une IgG.
Ces glycoprotéines étroitement apparentées, composées de 82 à 96 % de protéines et de 4 à 18 % de glucides, diffèrent par la structure des chaînes lourdes et ont différentes fonctions effectrices. Les IgG peuvent être divisées en quatre sous-classes, nommées, par ordre décroissant d'abondance IgG1, IgG2, IgG3 et IgG4  Les IgG présentent aussi des variations allotypiques transmises génétiquement qui constituent le système de groupe Gm, porté par la chaîne lourde, la chaîne légère κ portant elle le système Km.
Bien qu'elles soient identiques à plus de 90 % au niveau des acides aminés, chaque sous-classe a un profil unique en ce qui concerne la liaison à l'antigène, la formation de complexes immuns, l'activation du complément, la liaison au récepteur cellulaire, demi-vie et transport placentaire.
Les IgG sont les immunoglobulines les plus abondantes et sont approximativement distribuées également dans le sang et les tissus. Elles constituent 85 % des immunoglobulines du sérum humain. Les IgG sont sécrétées par les plasmocytes, issus des lymphocytes B plasmatiques.

## La réponse humorale du système immunitaire
Les réponses des anticorps IgG à différents types d'antigènes conduisent à une réponse orientée vers l'une des sous-classes. Les carences sélectives de la sous-classe ne sont généralement pas préjudiciables à l'individu, mais conduisent parfois à une sensibilité accrue à des classes spécifiques d'agents pathogènes. Cela peut être causé par une carence complète en isotype ou en sous-classe due à des suppressions dans les loci Ig du chromosome 14, mais cela est rare. Plus souvent, un ou plusieurs des niveaux de sous-classe d'IgG – principalement IgG2 et / ou IgG4 – sont inférieurs à la normale chez les individus en bonne santé, ce qui conduit parfois à une réponse altérée aux infections par des bactéries encapsulées.

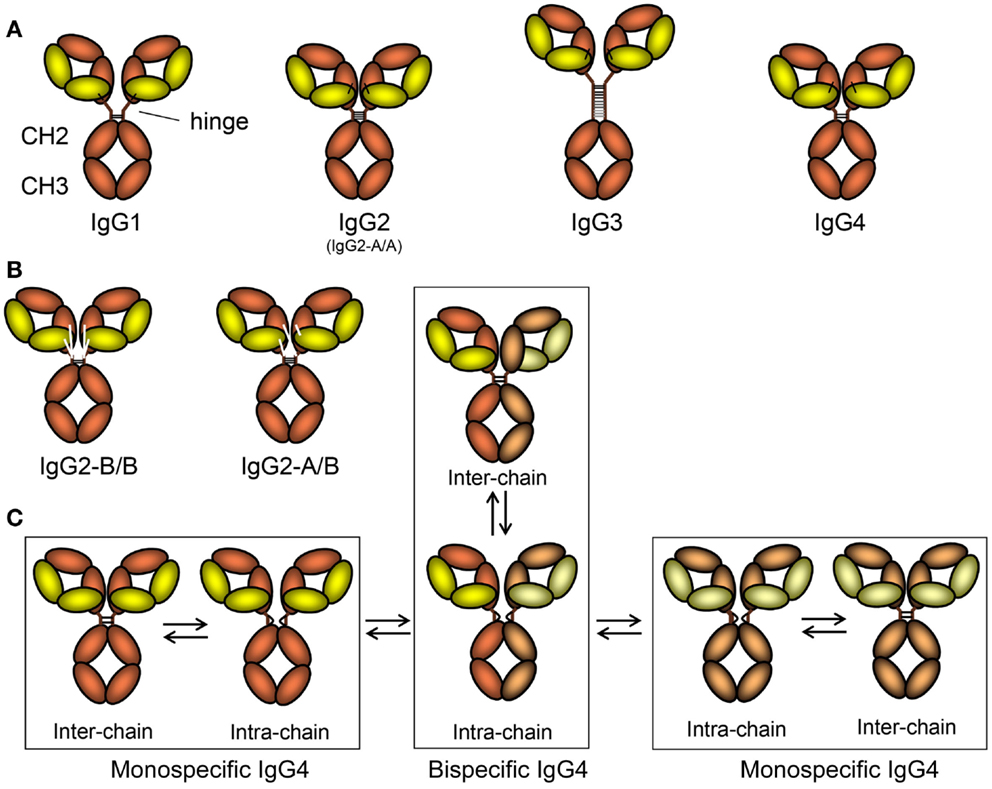
La disposition schématique des sous-classes d'IgG et de leurs isomères

La voie par laquelle un antigène pénètre dans notre corps et sa composition chimique oriente la réaction immunitaire adaptative. Outre la stimulation directe des cellules B par l'antigène lui-même, un certain nombre de signaux secondaires influenceront la différenciation des cellules B, y compris la reconnaissance par des récepteurs de reconnaissance de motifs moléculaires (PRR, Pattern Recognition Receptors) comme les récepteurs de type Toll et les cytokines produites par d'autres lymphocytes et cellules présentatrices d'antigènes,. Par exemple, les antigènes protéiques déclenchent généralement les lymphocytes B qui reçoivent l'aide des lymphocytes T CD4+ auxiliaires via le CMH de classe II exprimé par les lymphocytes B. Pour ces antigènes, la polarisation du lymphocyte T CD4+ oriente la production vers IgG1 ou IgG3, mais peut également être IgG4 ou IgE.
En revanche, en l'absence d'aide des lymphocytes T, les antigènes polysaccharidiques peuvent induire un changement de classe en IgG2 en particulier. Les cellules B subissant une commutation isotypique lors d'une réaction immunitaire primaire ou secondaire peuvent également repasser à l'isotype précédent, mais ces événements sont limités par la disponibilité des gènes de chaîne lourde restants, non excisés du génome lors de la recombinaison précédente.

### Immunoglobuline G1
La réponse humorale contre les antigènes protéiques solubles et aux protéines membranaires est principalement caractérisée par la sécrétion d'IgG1, et dans une moindre mesure, d'IgG3 et IgG4. Les IgG1 étant habituellement la sous-classe d'IgG la plus abondante, un manque d'IgG1, observable dans une variété de carences en anticorps primaires et secondaires, peut entraîner une diminution des taux d'IgG totaux (hypogammaglobulinémie). Les carences en IgG1, parfois associées à des déficits d'autres sous-classes d'IgG, sont associées à des infections récurrentes.

### Immunoglobuline G2
La réponse humorale aux polysaccharides membranaires se limite presque entièrement aux IgG2,,,, et une carence en IgG2 peut entraîner la quasi-absence d'IgG dirigées contre les antigènes polysaccharidiques, bien qu'une compensation par d'autres sous-classes d'IgG soit possible, en particulier par IgG1 et IgG3. Une sensibilité accrue à certaines infections bactériennes est associée à une carence en IgG2, suggérant un rôle des IgG2 dans la défense contre ces pathogènes. Les carences en IgG2 sont souvent associées à des taux faibles d'IgG4 et / ou IgA1 et IgA2.
Une analyse approfondie de la réactivité aux carbohydrates des immunoglobulines sériques a révélé que les IgG2, bien que majoritaires dans la réponse contre les antigènes glucidiques, ne sont pas les seules à intervenir. Des IgG1 seraient également intervenues dans la réponse contre un antigène polysaccharidique de la bactérie Haemophilus influenzae B lors d'infections naturelles. Dans les réponses immunitaires normales chez des individus en bonne santé, des réponses IgG1 et IgG3 peuvent également être observées, et certainement contre les glycanes conjugués aux protéines, ce qui se produit lors de la réaction induite par les vaccins antipneumococciques de deuxième génération.

### Immunoglobuline G3
Les IgG3 sont particulièrement efficaces dans l'induction de fonctions effectrices. Elles sont fortement pro-inflammatoires et ont une demi-vie plus courte afin de limiter le risque de réponses inflammatoires excessives. Cependant, certains individus portant le marqueur allotypique «s» ou «15» G3m ont des IgG3 avec une demi-vie plus importante, pouvant remettre en cause cette hypothèse. Etonnamment, les niveaux d'IgG3 chez ces individus ne semblent pas augmenter, ce qui peut s'expliquer par des polymorphismes du promoteur γ3 connus pour affecter la fréquence de commutation isotypique des IgG3 vers les allotypes G3m (g), expliquant les taux faibles observés chez la plupart des individus homozygotes G3m (g),. Les infections virales induisent généralement la sécrétion d'IgG1 et IgG3, les IgG3 apparaissant en premier au cours de l'infection. Les réponses dominées par les IgG3 semblent rares. Un exemple curieux est celui des anticorps dits anti-charnière (23), qui se lient à la région charnière des fragments Fab2 mais pas aux anticorps IgG intacts. De plus, les anticorps dirigés contre les antigènes érythrocytaires P et Pk sont majoritairement des IgG3. Les réponses contre d'autres antigènes érythrocytaires (par exemple, RhD) et les plaquettes (par exemple, l'antigène plaquettaire humain 1a), lors de transfusions et pendant la grossesse, sont souvent dominées par les IgG1, IgG3 ou les deux,,. Une baisse des taux d'IgG3 est fréquemment associée à d'autres carences en sous-classe d'IgG.

### Immunoglobuline G4
Les allergènes sont souvent de bons inducteurs des IgG1 et IgG4, en plus des IgE. Les anticorps IgG4 se forment souvent après une exposition répétée ou à long terme à l'antigène dans un environnement non infectieux et peuvent devenir la sous-classe dominante. Des exemples sont les apiculteurs à long terme et les personnes allergiques qui ont subi une immunothérapie,,,. En immunothérapie, l'amélioration des symptômes semble être corrélée à une sécrétion d'IgG4. Le passage à l'IgG4 peut être modulé par l'IL10, reliant cette sous-classe à la régulation négative de la réponse immunitaire ou de l'induction de la tolérance,. L'IgG4 peut également être prépondérante dans les réponses immunitaires contre des protéines thérapeutiques, telles que les facteurs VIII et IX,,, et certains anticorps recombinants tels que l'adalimumab. En outre, les helminthiases ou les infections filariennes parasitaires peuvent entraîner la formation d'anticorps IgG4,, et des titres élevés en IgG4 peuvent être associés à une infection asymptomatique.
Les carences isolées en IgG4 sont rares ; les conséquences possibles en sont mal connues. D'un autre côté, un groupe de troubles aujourd'hui considérés comme des manifestations de la maladie à IgG4 sont caractérisés par une concentration sérique élevée d'IgG4 et une infiltration tissulaire par des plasmocytes IgG4 positifs et peuvent affecter un certain nombre d'organes,. Le spectre des maladies à IgG4 est large et comprend les patients atteints de pancréatite auto-immune, de maladie de Mikulicz, d'hypophysite, de thyroïdite de Riedel, de pneumopathie interstitielle, de néphrite interstitielle, de prostatite, de lymphadénopathie, de fibrose rétropéritonéale, d'anévrisme aortique inflammatoire et de pseudotumeur inflammatoire. Chez les patients AIP, une élévation des IgG4 sériques (> 1,4 g / L) est observée dans 70 à 80 % des cas, ainsi que chez 10 % des patients atteints de cancer du pancréas. Cependant, comme 5 % de la population normale a également des niveaux élevés d'IgG4, des titres élevés d'IgG4 ne permettent de poser un diagnostic qu'en combinaison avec d'autres caractéristiques de la pancréatite auto-immune

## Structure

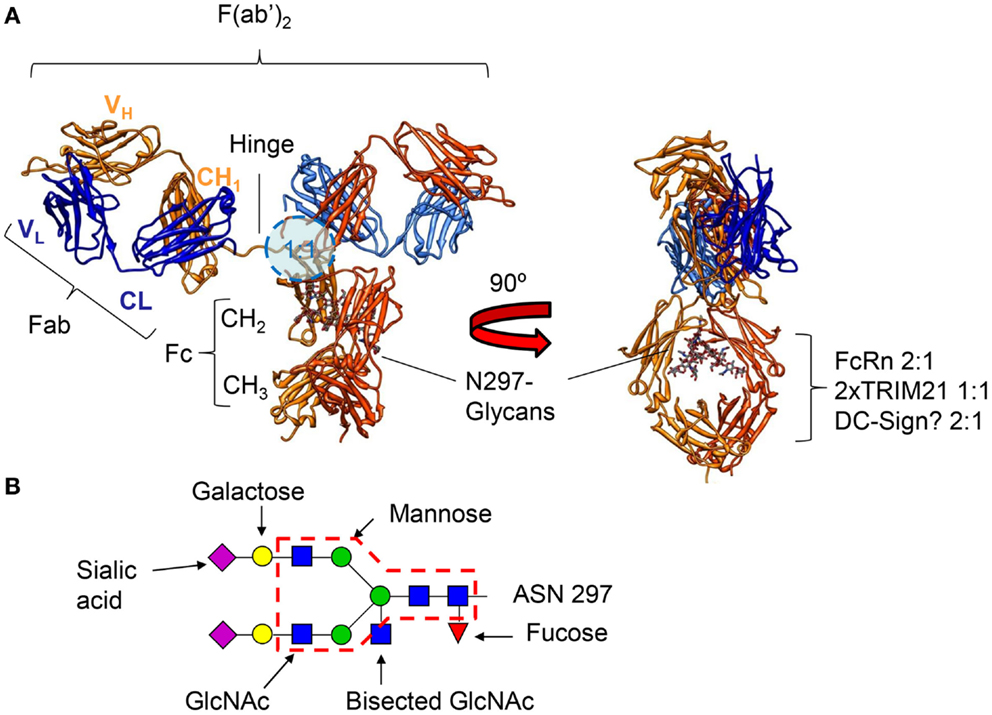
Structure cristalline d'une molécule d'IgG1 humaine vue sous deux angles différents, démontrant la flexibilité des deux fragments Fab l'un par rapport à l'autre et au fragment Fc.

Comme les autres isotypes, la molécule d'immunoglobuline IgG se compose de quatre chaînes polypeptidiques, composées de deux chaînes lourdes (H) de 50 kDa γ identiques et de deux chaînes légères (L) de 25 kDa κ ou λ identiques, liées entre elles par des liaisons disulfures inter-chaînes. Chaque chaîne lourde se compose d'un domaine variable N-terminal (VH) et de trois domaines constants (CH1, CH2, CH3), avec une « région charnière » supplémentaire entre CH1 et CH2. De même, les chaînes légères sont constituées d'un domaine variable N-terminal (VL) et d'un domaine constant (CL). La chaîne légère s'associe aux domaines VH et CH1 pour former un bras Fab (« Fab » = liaison à l'antigène du fragment), et fonctionnellement, les régions V interagissent pour former la région de liaison à l'antigène – acquise par l'assemblage différentiel de Variable, Diversity (VH uniquement) et Joining gene segments et inclusion de mutations somatiques (43–45), bien que leur contribution relative à la liaison à l'antigène varie considérablement. Deux hétérodimères chaîne lourde-chaîne légère (HL) se combinent en une seule molécule d'anticorps (H2L2) via des liaisons disulfure dans la région charnière et des interactions non covalentes entre les domaines CH3. La partie de l'anticorps formée par la région charnière inférieure et les domaines CH2 / CH3 est appelée « Fc » (« fragment cristallin »).
Les structures globales des quatre sous-classes d'IgG humaines sont très similaires  mais avec des différences importantes entre chaque sous-classe qui affectent leur liaison aux molécules et récepteurs, affectant leur efficacité. Les quatre sous-classes présentent plus de 90 % d'homologie dans la séquence d'acides aminés, avec des différences qui ne sont pas distribuées au hasard. Beaucoup de variations se trouvent dans la région charnière et le domaine CH2 N-terminal, tandis que moins de différences d'acides aminés sont trouvées dans les autres domaines. On sait peu de choses sur les variations trouvées trouvées dans le domaine CH1. En revanche, les différences structurelles dans les domaines CH2 / CH3, formant la tige Fc, sont relativement bien étudiées.
Les résidus les plus proches de la région charnière dans le domaine CH2 de la partie Fc sont responsables des fonctions effectrices des anticorps car il contient un site de liaison se chevauchant largement pour le domaine de liaison du facteur du complément C1q et récepteurs Fcγ sur les cellules effectrices du système immunitaire inné.
L'interface entre les domaines CH2 – CH3 contient également le domaine de liaison au récepteur Fc néonatal, responsable de la demi-vie prolongée des IgG, du passage placentaire et du transport des IgG vers et depuis les surfaces muqueuses. Il existe peu de variations dans cette région, la liaison au récepteur Fc néonatal n'étant que très peu affectée. 
Cependant, les profils de liaison au récepteur Fcγ et au facteur du complément C1q aux différentes sous-classes d'IgG vont de pair  La manière dont les différences dans les séquences primaires des sous-classes d'IgG (Fc et charnière) entraînent des variations des éléments structuraux tertiaires, influençant ainsi de manière critique les propriétés de chaque sous-classe.

### Variation structurelle dans la région charnière
La région charnière forme un lien flexible entre les bras Fab et la partie Fc. La longueur et la flexibilité de la région charnière varient considérablement entre les sous-classes d'IgG. Cela affecte les conformations possibles des bras Fab par rapport à la tige Fc ainsi qu'entre eux.

#### Immunoglobuline G1
L'exon charnière de l'IgG1 comprend 15 acides aminés et est très flexible.

#### Immunoglobuline G2
L'IgG2 a une charnière plus courte que l'IgG1, avec 12 résidus d'acides aminés. La région de charnière inférieure de l'IgG2 (en fait codée par la région CH2) a également une suppression d'un acide aminé (sans l'une des doubles glycines trouvées en position 235-6), ce qui donne à l'IgG2 la charnière la plus courte de toutes les sous-classes d'IgG. De plus, les charnières de l'IgG2 sont encore plus rigides en raison d'une hélice de polyproline, stabilisée par jusqu'à quatre (à quelques exceptions près discutées ci-dessous) des ponts disulfure de chaîne inter-lourds supplémentaires. Ces propriétés limitent la flexibilité de la molécule d'IgG2.

#### Immunoglobuline G3
L'IgG3 a une région charnière beaucoup plus longue que toute autre sous-classe d'IgG ou isotype humain Ig, c'est-à-dire environ quatre fois plus longue que la charnière IgG1, contenant jusqu'à 62 acides aminés (dont 21 prolines et 11 cystéines), formant une hélice poly-proline avec une flexibilité limitée,. La longueur exacte de la charnière varie entre les allotypes d'IgG3, qui a apparemment subi une évolution plus importante que les autres sous-classes. Dans l'IgG3, les fragments Fab sont relativement éloignés du fragment Fc, ce qui confère à la molécule une plus grande flexibilité  Cette longue charnière d'IgG3 est le résultat de la duplication d'un exon de charnière, codé par un exon dans IgG1, IgG2 et IgG4, mais jusqu'à quatre exons dans IgG3. L'un de ces exons est commun à tous les allotypes d'IgG3, mais il possède également 1 à 3 copies d'un deuxième type homologue d'exon à charnière IgG3. La charnière allongée en IgG3 est également responsable de son poids moléculaire plus élevé par rapport aux autres sous-classes. La différence de flexibilité de la charnière influence l'orientation et le mouvement relatifs des bras Fab et de la queue Fc de l'anticorps IgG.

#### Immunoglobuline G4
De même, la région charnière de l'IgG4 contient également 12 acides aminés et est donc plus courte que celle de l'IgG1. Sa flexibilité est intermédiaire entre celle de l'IgG1 et de l'IgG2. Contrairement à l'IgG2, il code les glycines codées CH2 235-6 dans la charnière inférieure.
Les domaines de liaison pour le facteur du complément C1q et / ou du récepteur Fcγ peuvent être partiellement ou complètement protégés par des bras Fab, affectant la liaison de l'IgG à ces molécules. La flexibilité relative des bras Fab par rapport au Fc diffère entre les sous-classes comme suit : lgG3> lgG1> lgG4> lgG2,, ce qui reflète également la liaison relative de ces sous-classes  au facteur du complément C1q et au récepteur Fcγ, bien que cela n'explique que partiellement les activités respectives de la sous-classe d'IgG. Cette flexibilité affecte également la capacité de liaison à l'antigène et la formation de complexes immuns.

### Liaisons disulfures
Les quatre sous-classes d'IgG diffèrent également en ce qui concerne le nombre de liaisons disulfure entre les  chaînes lourdes dans la région charnière. De plus, l'IgG2 et l'IgG4 se trouvent sous la forme de plusieurs isomères, dans lesquels les liaisons disulfure charnières sont interconnectées de manière différentielle. Une autre différence structurelle entre les sous-classes d'IgG humaines est la liaison de la chaîne lourde et légère par une liaison disulfure. Cette liaison relie la cystéine carboxy-terminale de la chaîne légère à la cystéine en position 220 (en IgG1) ou en position 131 (en IgG2, IgG3 et IgG4) dans le domaine CH1  Ces deux positions sont juxtaposées spatialement et la structure et la fonction essentielles de la molécule semblent être conservées entre les deux types de liaison entre chaîne lourde et chaîne légère

## Fonctions
L'IgG est le principal type d'anticorps trouvé dans le sang et dans le liquide interstitiel. Elle permet de contrôler les infections des tissus du corps. Elle se lie à divers types de pathogènes – incluant les virus, les bactéries et les mycètes – et protège le corps contre ces éléments en utilisant de nombreux mécanismes immunitaires : par exemple, agglutination et immobilisation, activation du complément  (voie classique), opsonisation pour la phagocytose, et la neutralisation des toxines. 
Grâce à sa capacité de fixation sur une série de récepteurs (en particulier les Fcγ récepteurs). Elle joue aussi un rôle important dans la médiation cellulaire de la cytotoxicité dépendante de l'anticorps (ADCC) et de la protéolyse intracellulaire médiée par l'anticorps, dans laquelle il se lie aussi à TRIM21 (le récepteur avec la plus grande affinité à l'IgG chez les humains), ce qui entraîne le marquage des virions vers le protéasome dans le cytosol. La classe IgG caractérise aussi des auto-anticorps significativement associés aux manifestations d'auto-immunité ou encore d'hypersensibilité (de type II et de type III).

### Mécanismes de liaison
Les anticorps relient le système immunitaire adaptatif au système immunitaire inné. Ils forment un pont en combinant des sites de liaison à l'antigène avec des sites de liaison pour de nombreux récepteurs innés et co-récepteurs. Les voies de signalisation qui seront déclenchées varient selon les différentes sous-classes d'immunoglobulines. En règle générale, les IgG1 et IgG3 sont de puissants déclencheurs des mécanismes effecteurs, tandis que les IgG2 et IgG4 induisent des réponses plus subtiles, et seulement dans certains cas. Cependant, ces anticorps restent capables de neutraliser les particules virales et les toxines.

#### Facteur du complément C1q
Lors de la liaison antigéniques, l'IgG ainsi que l'IgM peuvent activer le complément. L'activation du complément est initiée par la liaison et l'activation subséquente de C1q, conduisant au dépôt de C3b pour opsoniser davantage la cible, mais également à la formation du complexe d'attaque membranaire, C5 – C9, provoquant une perturbation de la membrane lipidique. L'IgG1 et l'IgG3 peuvent déclencher efficacement cette voie classique du complément ; l'IgG2 et l'IgG4 le font beaucoup moins efficacement ou seulement dans certaines conditions pour l'IgG2. Cela est dû en grande partie à la liaison réduite de C1q dans ces dernières sous-classes,,Les événements en aval de la cascade du complément (dépôt de C4b) sont différentiellement affectés par les différentes sous-classes d'IgG. Dans l'IgG2, la liaison réduite de C1q semble être largement causée par le résidu A235 (qui est Leu dans d'autres sous-classes), tandis que dans l'IgG4, P331 est – au moins en partie – responsable de la liaison réduite ou absente de C1q,,, Les déterminants structurels dans la région charnière centrale ou «centrale» (résidus 226–230) peuvent influencer la liaison de C1q. D'une part, la rigidité dans cette région contribue favorablement à la liaison C1q, tandis que l'élimination des liaisons cystéine affecte négativement la liaison. Il a également été suggéré que la charnière relativement longue de l'IgG3 rend le site de liaison C1q plus accessible, ce qui entraîne une activation du complément plus efficace,. Cependant, l'IgG3 conçue avec une charnière courte IgG4 lie efficacement C1q, bien que l'activation du complément soit moins forte.

#### Récepteur Fc
Le récepteur Fcγ couvre  une région chevauchant partiellement le domaine de liaison du facteur de complément C1q.  Pour toutes les interactions du récepteur Fcγ, l'étirement des acides aminés comprenant l'extrémité N-terminale des domaines et des brins CH2 adjacents dans le repli d'immunoglobuline tridimensionnelle est important pour la liaison. En général, cela englobe les acides aminés 234-239, 265-269, 297-299 et 327-330, Cependant, chacune des sous-classes d'IgG a un profil de liaison unique à chaque récepteur Fcγ, et leurs profils d'expression sont très variables entre les différentes cellules immunitaires d'origine myéloïde et NK. Une distinction majeure peut être faite entre les IgG1 / IgG3 qui interagissent efficacement avec la plupart des récepteur Fcγ et les IgG2 / IgG4, qui montrent une affinité réduite pour un certain nombre de récepteurs Fcγ. De plus, l'IgG3 monomère se lie plus efficacement que l'IgG1 monomère à FcγRIIa, FcγRIIIa et FcγRIIIb, et l'efficacité de liaison de l'IgG3  à tous les récepteur néonatals Fcγ s dépasse celle de l'IgG1. Les déterminants structurels responsables des différences entre IgG1 et IgG3 sont encore inconnus. 

#### Récepteurs alternatifs

##### Les protéines de type récepteur Fc
Les protéines de type récepteur Fc, composées de six membres (FCRL1-6) ont été initialement identifiées comme homologues du récepteur Fcγ mais ont longtemps été considérées comme des récepteurs orphelins, principalement exprimés sur les cellules B. Récemment, cependant, la protéine de type récepteur Fc4 et en particulier la protéine de type récepteur Fc5 se sont également avérées se lier aux immunoglobulines, la première reconnaissant les IgA, IgG3 et IgG4, tandis que le FcRL5 lie toutes les sous-classes d'IgG de la même manière, mais pas les IgA. Ces deux récepteurs sont exprimés sur les cellules B, expriment un ITIM et sont connus pour réguler à la baisse les cellules B après la réticulation du BCR par le recrutement de SHP-1,. Alors que la protéine de type récepteur Fc5 semble largement exprimée sur les populations de cellules B, la protéine de type récepteur Fc4 n'est exprimée que sur les cellules B du tissu sous-épithélial, ce qui suggère que ce récepteur est peut-être impliqué dans l'inhibition de rétroaction négative par le biais d'IgG et IgA spécifiques de l'antigène.

##### La protéine 21 contenant un motif tripartite
La protéine 21 contenant un motif tripartite (TRIM21) est une protéine cytosolique exprimée dans presque tous les types de cellules mais fortement exprimée dans les cellules immunitaires. TRIM21 était auparavant connu comme un autoantigène impliqué dans plusieurs maladies auto-immunes, par exemple le lupus érythémateux disséminé. Plus tard, TRIM21 s'est révélé lier les IgG avec une affinité nanomolaire,. TRIM21 se lie aux IgG dans le domaine Fc à l'interface CH2 – CH3 similaire au récepteur Fc de la naissance  et à la protéine A / G, il entre en compétition pour la liaison aux IgG avec la protéine A / G, et la liaison est indépendante de la N-glycosylation du domaine CH2. Plus tard, il a été démontré que TRIM21 fonctionnait comme un capteur immunologique, ciblant le virus et les bactéries opsonisées par les IgG pour la neutralisation intracellulaire dépendante des anticorps par le protéosome dépendant de l'ubiquitine,,. La détection du virus opsonisé par des anticorps par ce récepteur s'active, nécessite le protéasome et l'ATPase et le VCP unfoldase,. Il active également une signalisation supplémentaire et les réponses d'immunité innée sont activées, caractérisées par les voies de transcription  NF-kB, AP-1 et IRF.
La localisation unique de ce récepteur dans le cytoplasme laisse de nombreuses questions sans réponse mais répond simultanément à plusieurs. Il aide à expliquer comment les agents pathogènes partiellement opsonisés peuvent encore être reconnus et neutralisés pendant la phase précoce de l'infection, échappant à la reconnaissance par le complément et le système  des récepteurs Fcγ. L'importance relative de ce système est encore inconnue pendant les infections secondaires, mais peut-être peut-être relativement plus importante aux endroits où le complément et le système myéloïde sont moins présents, par exemple, aux surfaces muqueuses de l'intestin.

## Sources
- Vidarsson G, Dekkers G and Rispens T (2014) IgG subclasses and allotypes: from structure to effector functions. Front. Immunol. 5:520. doi: 10.3389/fimmu.2014.00520 Article sous licence CC-BY-SA